# Five cents John Kennedy

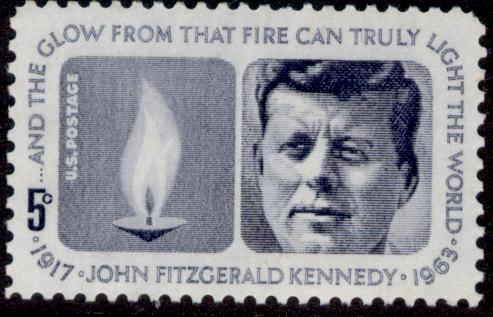

Il five cents John Kennedy è il francobollo emesso in onore di John Fitzgerald Kennedy, presidente degli Stati Uniti assassinato il 22 novembre 1963. È stato emesso il 29 maggio 1964, giorno del suo 47º compleanno, con la busta del primo giorno di emissione nella città di Boston (Massachusetts).

## Descrizione
Forma rettangolare, immagine suddivisa in due quadrati:
- a destra vi è il ritratto di Kennedy, da una fotografia del 1958 da Bill Murphy per il quotidiano Los Angeles Times,
- a sinistra, la fiamma della memoria sulla tomba del presidente al cimitero di Arlington, nella periferia di Washington, all'interno di questo quadrato vi è la dicitura "U.S. Postage".

Intorno alle due figure, in aggiunta al valore nominale, il nome completo "John Fitzgerald Kennedy" e le date di nascita e morte, c'è una citazione dal discorso d'insediamento, nel gennaio 1961:
« ... And the glow from that fire can truly light the world » (E il bagliore da questo fuoco può veramente illuminare il mondo)

## Lo sviluppo
La decisione di emettere un francobollo dopo l'assassinio a Dallas (Texas) fu presa rapidamente, furono preparate subito due milioni di buste primo giorno a Boston, e altre migliaia vendute in tutto il paese.
I primi progetti del Bureau of Engraving and Printing, l'organo amministrativo responsabile della preparazione delle emissioni filateliche, furono respinte nei mesi di dicembre e gennaio. Alla creazione del francobollo lavorò Raymond Loewy, il quale accettò la somma simbolica di 500$ per il lavoro svolto.
Per mantenere la segretezza, Loewy chiuse le carte e progetti in cassaforte ogni giorno, apponendo su di essi la sua impronta digitale del pollice.
Infine la signora Kennedy venne consultata, scelse sia la proposta di design sia il colore, il grigio-blu simile a quello utilizzato per l'interno della dell'Air Force One.